# Замок Сан-Маркос
Замок Сан Маркос (ісп. Castillo de San Marcos) — середньовічний замок, який розташований в Ель-Пуерто-де-Санта-Марія, Кадіс, Іспанія. Замок був споруджений як укріплена церква за короля Альфонса X. Він був побудований на місці мечеті від якої збереглася стіна кілба.